# Sinh non
Sinh non là việc sinh nở của một trẻ sơ sinh khi chưa đủ 37 tuần thai kỳ. Những trẻ này được gọi là trẻ sinh non. Các triệu chứng của sinh non bao gồm co thắt tử cung xảy ra thường xuyên hơn mười phút hoặc rò rỉ nước ối tiết ra từ âm đạo. Trẻ sinh non có nguy cơ bị các bệnh bại não, khuyết tật phát triển, khiếm thính và khiếm thị cao hơn. Trẻ sinh non càng sớm thì các nguy cơ trên càng cao.
Nguyên nhân của sinh non đến nay vẫn chưa được làm rõ. Các nhân tố rủi ro là tiểu đường, cao huyết áp, thai đôi hoặc hơn, bị béo phì hoặc suy dinh dưỡng, một số bệnh viêm âm đạo, hút thuốc lá, và căng thẳng tâm lý. Bác sĩ khuyến cáo không được kích ứng sinh đẻ bằng thuốc trước 39 tuần, trừ khi cần thiết vì lý do y tế khác. Các khuyến cáo trên cũng áp dụng cho mổ lấy thai. Lý do để lấy thai sớm có thể là tiền sản giật.
Với các sản phụ có nguy cơ, hormone progesterone nếu được sử dụng trong quá trình thai nghén, có thể ngăn ngừa sinh non. Việc nghỉ ngơi tại giường không hỗ trợ được gì.
Người ta ước tính rằng ít nhất 75% trẻ sinh non đều có thể sống sót với điều trị thích hợp. Ở những phụ nữ có thể sinh non từ 24 đến 37 tuần thì chất corticosteroid có thể trợ giúp khả năng sống của trẻ. Một số loại thuốc bao gồm nifedipine có thể trì hoãn sinh nở để sản phụ có thể được di chuyển đến nơi có chăm sóc y tế và corticosteroid có hiệu quả lớn hơn. Một khi em bé được sinh ra, việc chăm sóc bao gồm việc giữ ấm cho trẻ thông qua tiếp xúc da thịt, hỗ trợ nuôi con bằng sữa mẹ, xử lý nhiễm trùng, và hỗ trợ hô hấp cho bé.
Sinh non là nguyên nhân phổ biến nhất gây tử vong ở trẻ sơ sinh trên toàn thế giới. Có khoảng 15 triệu trẻ em sinh non mỗi năm (5% đến 18% số lượng sinh nở). Ở nhiều nước tỷ lệ sinh non đã tăng lên giữa những năm 1990 và 2010. Các biến chứng của sinh non dẫn đến 0.74 triệu ca tử vong trong năm 2013 giảm so với 1,57 triệu ca vào năm 1990. Cơ hội sống sót đối với trẻ sinh non ít hơn 23 tuần là gần bằng không, trong khi với 23 tuần là 15%, 24 tuần là 55% và 25 tuần là khoảng 80%. Xác suất cho trẻ sinh non mà không gặp khó khăn gì sau này còn thấp hơn nữa.

## Nguyên nhân gây sinh non
Nguyên nhân gây sinh non thường do rất nhiều yếu tố. Một số yếu tố phổ biến mẹ cần xem xét một số nguyên nhân chủ yếu dưới đây:
- Do khói thuốc lá, dù mẹ trực tiếp hút hay ngửi thụ động thì cũng ảnh hưởng đến thai nhi và sức khỏe mẹ và bé.
- Mẹ bị bệnh béo phì, thừa cân hoặc quá gầy yếu trước và trong quá trình mang thai.
- Chế độ chăm sóc tiền sản không đảm bảo, mẹ không có sức khỏe tốt trước khi mang thai.
- Mẹ mang thai khi còn quá trẻ dưới 15 tuổi hoặc mang thai khi đã lớn tuổi trên 40 tuổi.
- Mẹ uống rượu bia, sử dụng các chất kích thích không tốt cho sức khỏe.
- Mẹ mắc các bệnh ảnh hưởng đến sức khỏe như tiểu đường, cao huyết áp, đông máu và các bệnh truyền nhiễm.
- Thai nhi gặp các vấn đề từ khi còn trong bụng mẹ như dị tật, khuyết tật bẩm sinh.
- Mẹ sinh thai đôi, thai ba, thai tư.
- Thai thụ tinh trong ống nghiệm.
- Tiền sử gia đình đã có đẻ non, mang thai quá sớm khi mới sinh.